# Saint-Christophe-en-Champagne
Saint-Christophe-en-Champagne és un municipi francès situat al departament del Sarthe i a la regió de País del Loira. L'any 2007 tenia 195 habitants.

## Demografia

### Població
El 2007 la població de fet de Saint-Christophe-en-Champagne era de 195 persones. Hi havia 72 famílies de les quals 12 eren unipersonals (8 homes vivint sols i 4 dones vivint soles), 16 parelles sense fills, 36 parelles amb fills i 8 famílies monoparentals amb fills.
La població ha evolucionat segons el següent gràfic:
Habitants censats

### Habitatges
El 2007 hi havia 102 habitatges, 72 eren l'habitatge principal de la família, 16 eren segones residències i 14 estaven desocupats. Tots els 102 habitatges eren cases. Dels 72 habitatges principals, 57 estaven ocupats pels seus propietaris, 14 estaven llogats i ocupats pels llogaters i 1 estava cedit a títol gratuït; 4 tenien dues cambres, 6 en tenien tres, 22 en tenien quatre i 40 en tenien cinc o més. 57 habitatges disposaven pel capbaix d'una plaça de pàrquing. A 27 habitatges hi havia un automòbil i a 41 n'hi havia dos o més.

### Piràmide de població
La piràmide de població per edats i sexe el 2009 era:
| Homes | Edats   | Dones |
| ----- | ------- | ----- |
| 0     | 95 o +  | 0     |
| 0     | 90 a 94 | 0     |
| 0     | 85 a 89 | 0     |
| 0     | 80 a 84 | 0     |
| 4     | 75 a 79 | 0     |
| 4     | 70 a 74 | 0     |
| 4     | 65 a 69 | 12    |
| 0     | 60 a 64 | 8     |
| 8     | 55 a 59 | 8     |
| 4     | 50 a 54 | 0     |
| 4     | 45 a 49 | 4     |
| 8     | 40 a 44 | 4     |
| 8     | 35 a 39 | 0     |
| 8     | 30 a 34 | 20    |
| 8     | 25 a 29 | 4     |
| 12    | 20 a 24 | 0     |
| 8     | 15 a 19 | 4     |
| 0     | 10 a 14 | 4     |
| 8     | 5 a 9   | 20    |
| 8     | 0 a 4   | 4     |

## Economia
El 2007 la població en edat de treballar era de 126 persones, 103 eren actives i 23 eren inactives. De les 103 persones actives 101 estaven ocupades (57 homes i 44 dones) i 2 estaven aturades (1 home i 1 dona). De les 23 persones inactives 8 estaven jubilades, 8 estaven estudiant i 7 estaven classificades com a «altres inactius».

### Ingressos
El 2009 a Saint-Christophe-en-Champagne hi havia 76 unitats fiscals que integraven 203 persones, la mediana anual d'ingressos fiscals per persona era de 17.375 €.

### Activitats econòmiques
Dels 3 establiments que hi havia el 2007, 1 era d'una empresa de construcció i 2 d'empreses de transport.
L'únic servei als particulars que hi havia el 2009 era una fusteria.
L'any 2000 a Saint-Christophe-en-Champagne hi havia 13 explotacions agrícoles que ocupaven un total de 688 hectàrees.

## Poblacions més properes
El següent diagrama mostra les poblacions més properes.